# 京橋駅 (東京都)
京橋駅（きょうばしえき）は、東京都中央区京橋二丁目にある、東京地下鉄（東京メトロ）銀座線の駅である。駅番号はG 10。
「明治屋前」の副名称を持つ。

## 歴史
- 1932年（昭和7年）12月24日：東京地下鉄道三越前 - 当駅間開業に伴い、終着駅として開業。駅建設費用の一部を明治屋が負担した。
- 1934年（昭和9年）3月3日：当駅 - 銀座間延伸開業により、途中駅になる。
- 1935年（昭和10年）3月11日：未明に切符売り場周辺を焼く火災が発生。日本の地下鉄駅で初の火災事例となった[1]。
- 1941年（昭和16年）9月1日：陸上交通事業調整法により東京地下鉄道が路線を帝都高速度交通営団（営団地下鉄）に譲渡、営団地下鉄の駅となる。
- 1945年（昭和20年）1月27日：隣の銀座駅とともに空襲被害を受け、駅の一部が崩壊した。
- 1963年（昭和38年）9月5日：草加次郎事件発生。車内に設置された爆発物によって10人が重軽傷。
- 2004年（平成16年）4月1日：営団地下鉄の民営化に伴い、東京地下鉄（東京メトロ）に継承される[2]。
- 2007年（平成19年）3月18日：ICカード「PASMO」の利用が可能となる[3]。
- 2018年（平成30年）11月22日：発車メロディを導入。

## 駅構造
島式ホーム1面2線を有する地下駅である。地下2階のホーム両端に地下1階改札に連絡する階段の他に、ホームの中程に地下1階エレベーター専用改札に連絡するエレベーターが設置されている。
地下2階に売店 (METRO'S) が設けられている。トイレは改札外の地下1階通路中間にあり、多機能トイレも設置されている。
2020年（令和2年）4月1日にAGCから寄贈された、約600枚のダイクロイックミラーを用いた中西信洋制作のパブリックアート「Stripe Drawing – Flow of time」が、3番出入口付近に設置されている。

### のりば
| 番線 | 路線   | 行先     |
| ---- | ------ | -------- |
| 1    | 銀座線 | 渋谷方面 |
| 2    | 銀座線 | 浅草方面 |

（出典：東京メトロ:構内図）

### 発車メロディ
2018年（平成30年）11月22日からスイッチ制作の発車メロディ（発車サイン音）を使用している。
曲は1番線が「蜜柑色の夢」、2番線が「雪月花」（いずれも福嶋尚哉作曲）である。

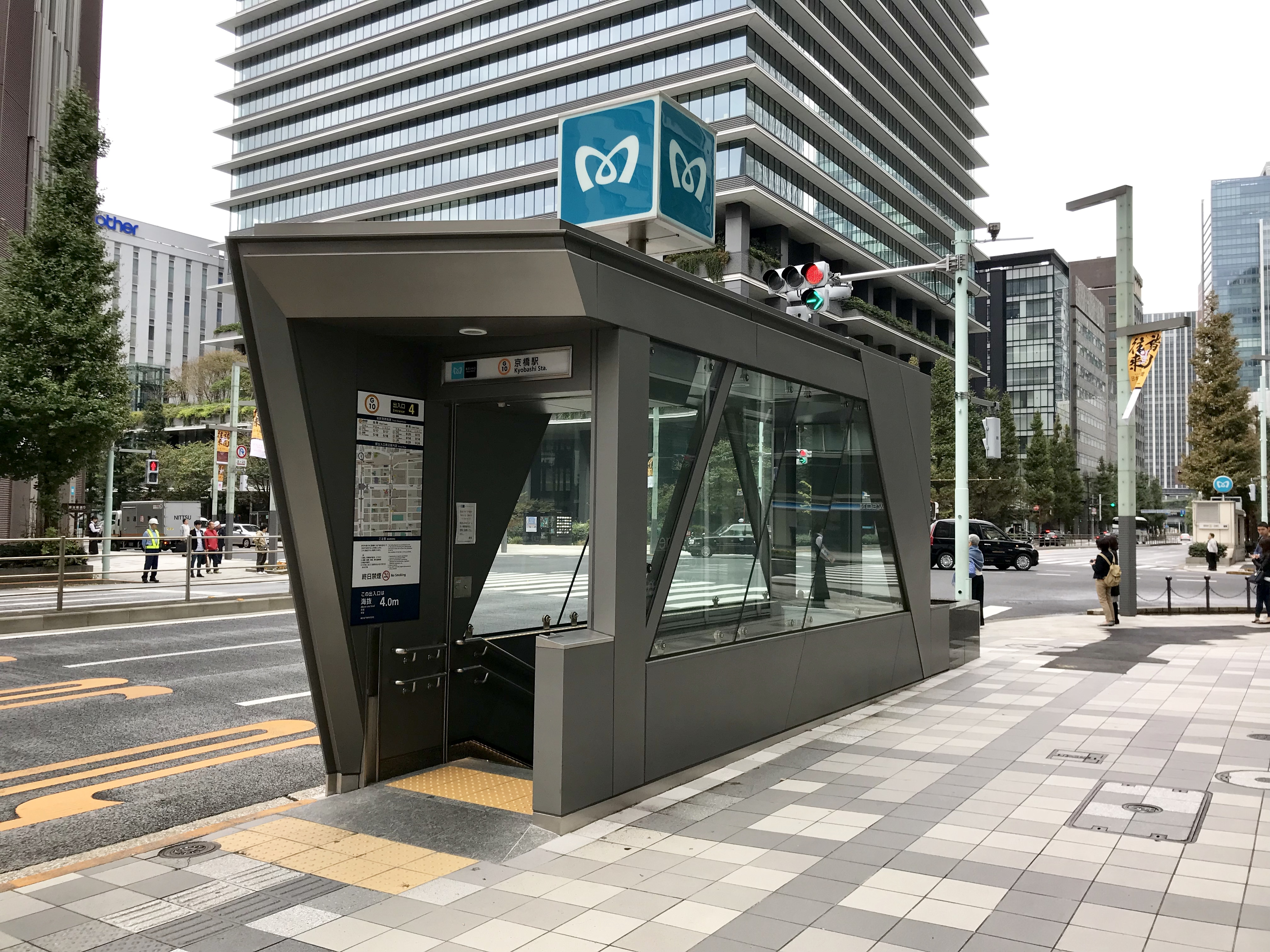
4番出入口（2018年10月）
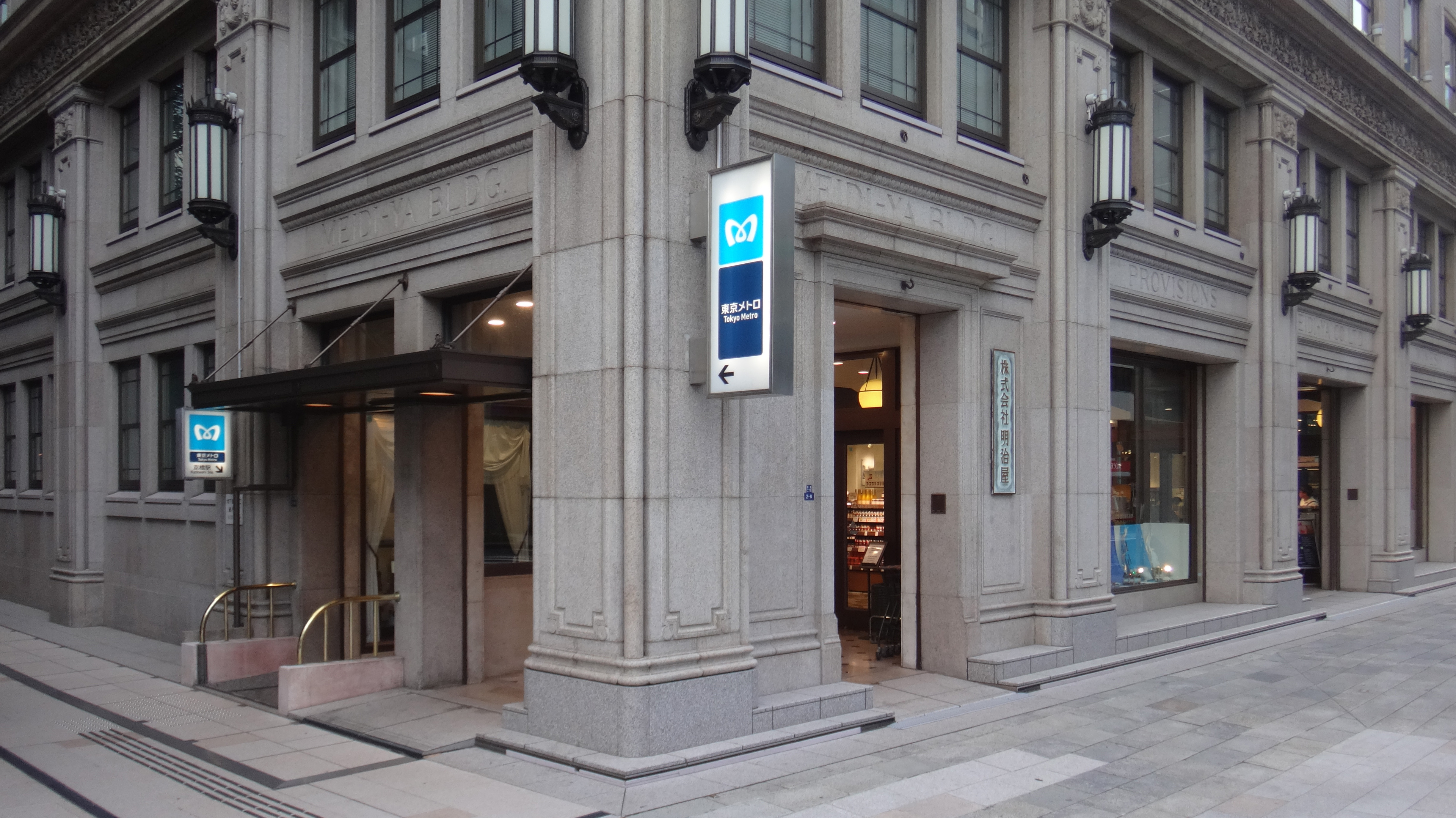
7番出入口と明治屋ビル（2017年8月）
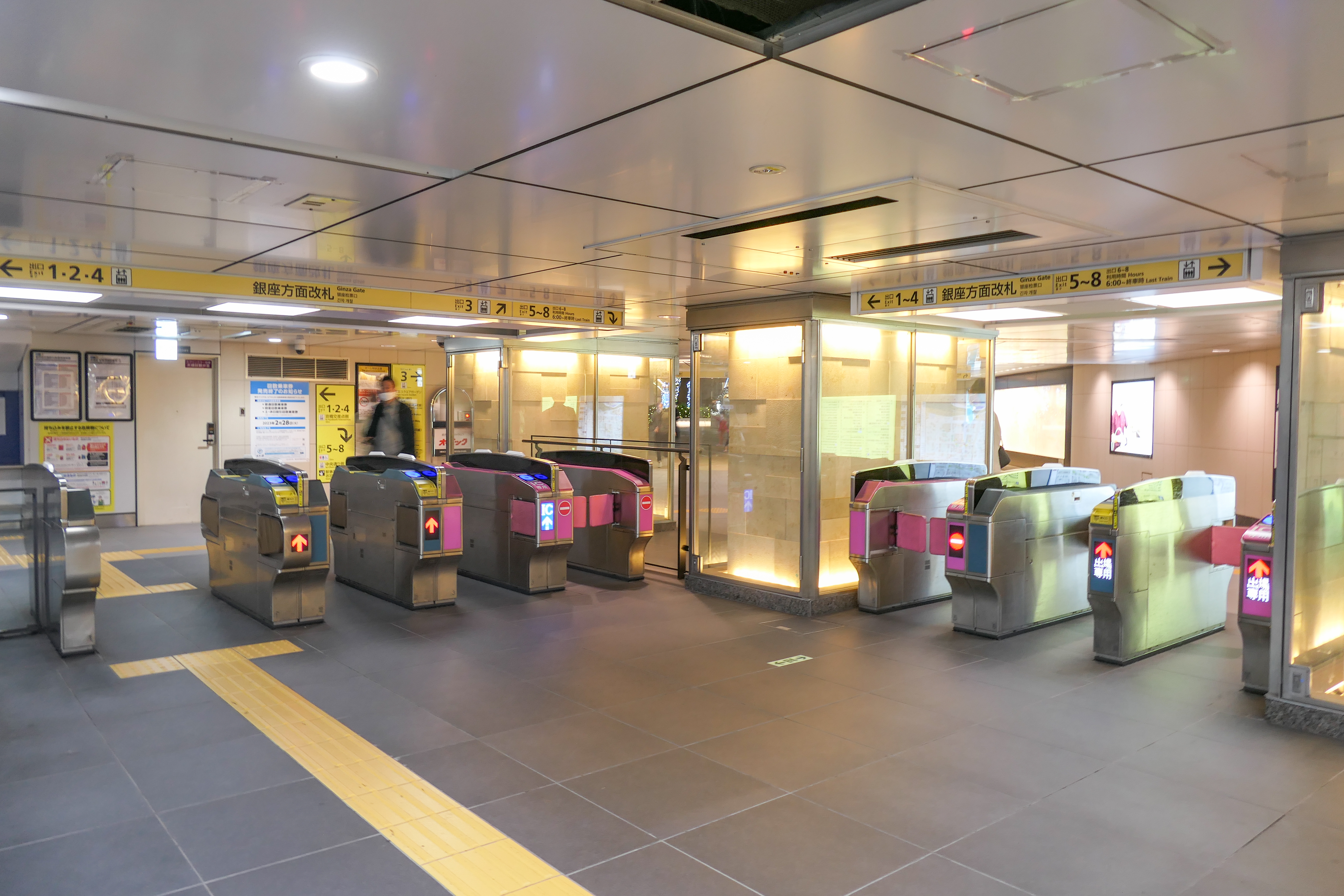
銀座方面改札口（2022年11月）
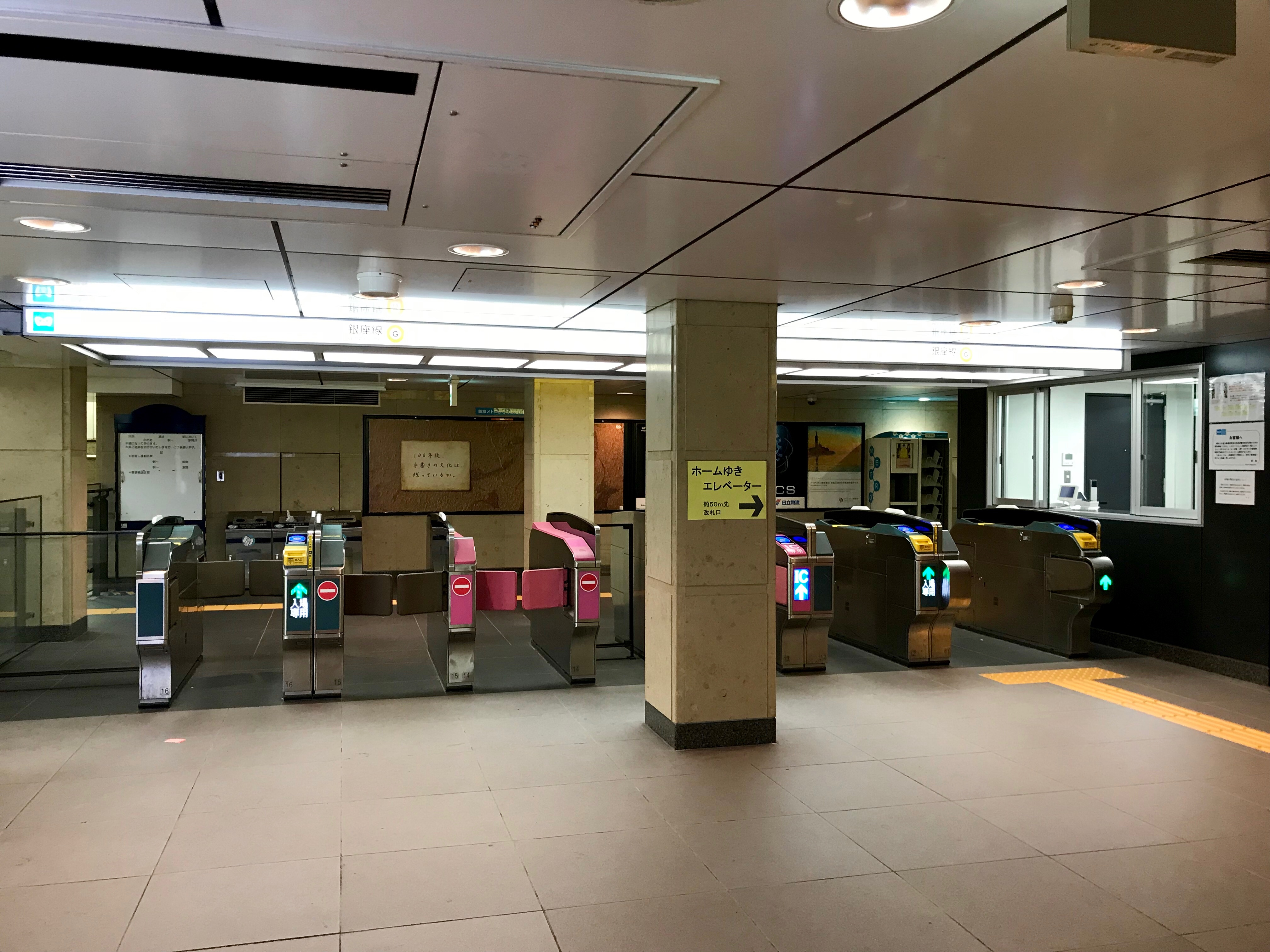
明治屋方面改札口（2018年10月）
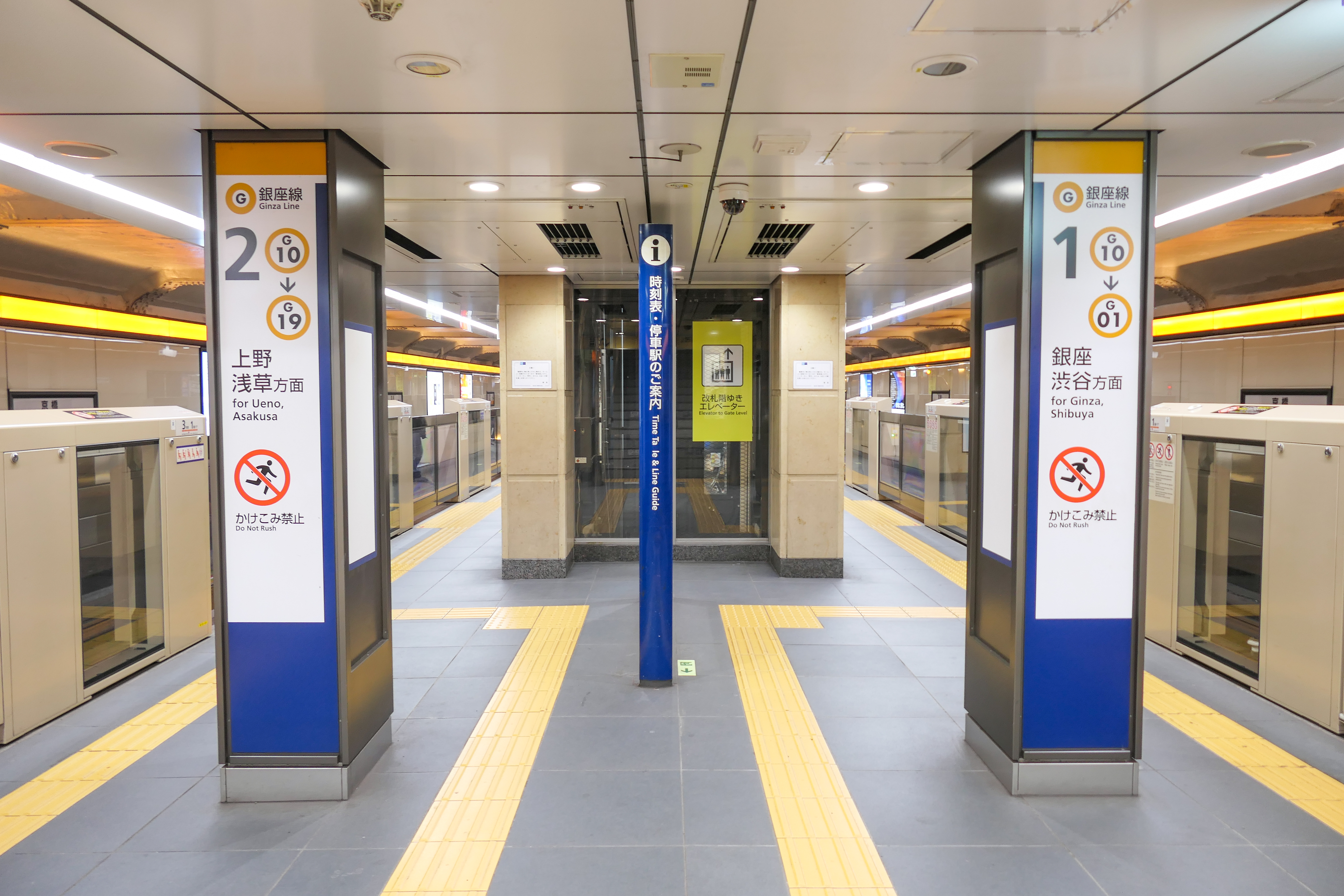
ホーム（2022年11月）
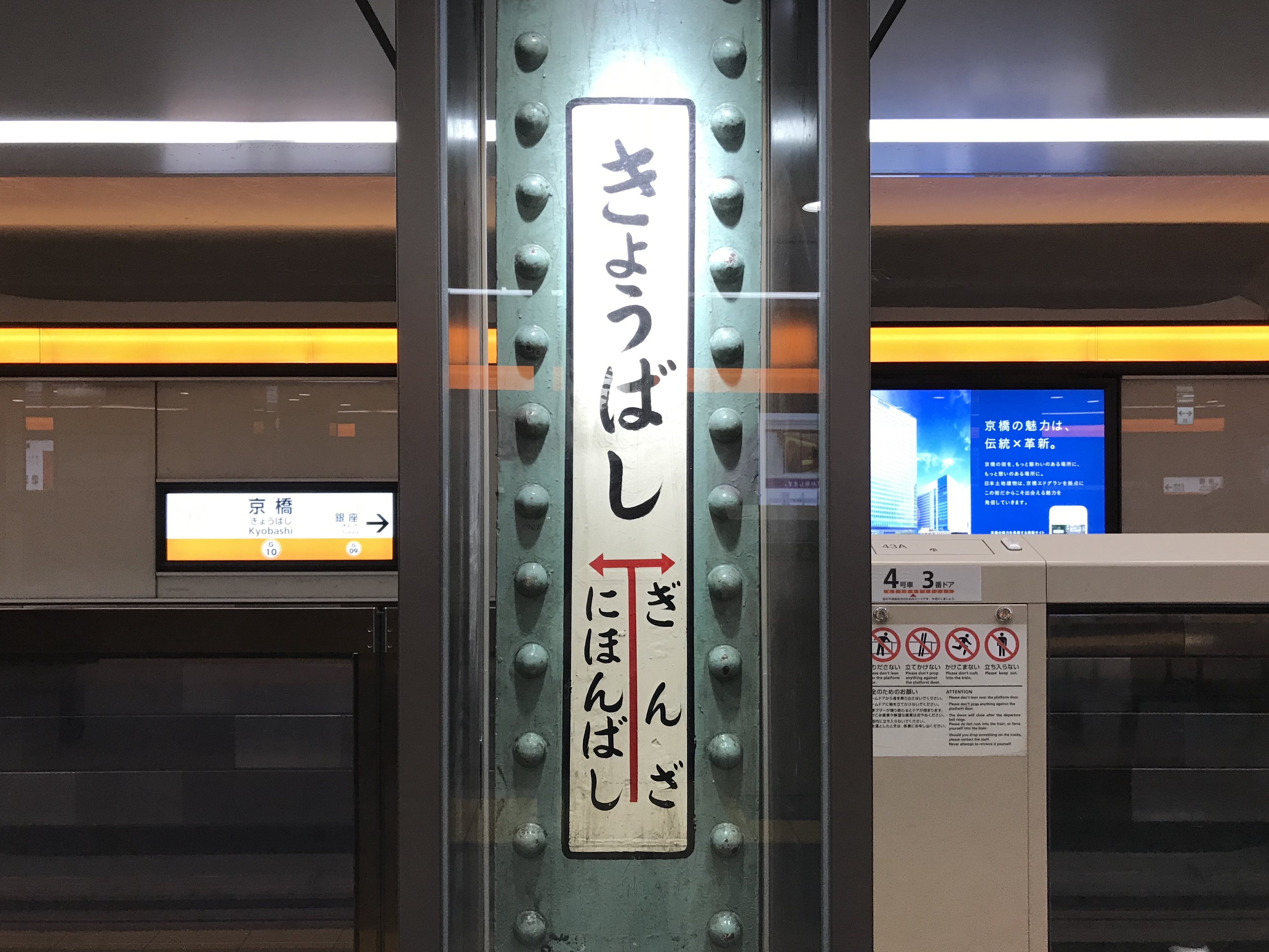
ホーム上に残る旧型の駅名標（2020年6月）

#### 銀座線と東西線の乗り換え駅の準備工事
現在の銀座線（都市計画第3号線）と東西線（都市計画第5号線）は隣の日本橋駅で交差しているが、戦前の都市計画第5号線（池袋駅 - 早稲田 - 飯田町 - 一ツ橋 - 東京駅 - 永代橋 - 洲崎に至る14.2 km・大正14年内務省告示第56号）は現行の東西線ルートとは異なり、都道404号（行幸通り）から東京駅地下を横切って都道408号（八重洲通り）に向かう計画であった。
このため、銀座線当駅 - 日本橋駅間には将来第5号線がさらに下を通ることを考慮して、連絡駅（新駅）となる相対式ホームの準備工事と、乗り換え連絡通路などが設けられる構造としていた。しかし、戦後の都市計画第5号線は北側を通る現行ルート（日本橋駅で交差）となり、この計画は実現しなかった。

## 利用状況
2024年度の1日平均乗降人員は56,104人であり、東京メトロ全130駅中70位。
近年の1日平均乗降・乗車人員推移は下表の通りである。
| 年度               | 1日平均 乗降人員 | 1日平均 乗車人員 | 出典     |
| ------------------ | ---------------- | ---------------- | -------- |
| 1990年（平成02年） |                  | 31,896           | [ * 1 ]  |
| 1991年（平成03年） |                  | 28,923           | [ * 2 ]  |
| 1992年（平成04年） |                  | 28,238           | [ * 3 ]  |
| 1993年（平成05年） |                  | 27,674           | [ * 4 ]  |
| 1994年（平成06年） |                  | 27,337           | [ * 5 ]  |
| 1995年（平成07年） |                  | 27,041           | [ * 6 ]  |
| 1996年（平成08年） |                  | 26,090           | [ * 7 ]  |
| 1997年（平成09年） |                  | 25,926           | [ * 8 ]  |
| 1998年（平成10年） |                  | 25,937           | [ * 9 ]  |
| 1999年（平成11年） |                  | 24,678           | [ * 10 ] |
| 2000年（平成12年） | 50,733           | 24,600           | [ * 11 ] |
| 2001年（平成13年） | 50,574           | 24,211           | [ * 12 ] |
| 2002年（平成14年） | 49,241           | 23,858           | [ * 13 ] |
| 2003年（平成15年） | 49,825           | 24,057           | [ * 14 ] |
| 2004年（平成16年） | 48,416           | 23,970           | [ * 15 ] |
| 2005年（平成17年） | 49,718           | 24,616           | [ * 16 ] |
| 2006年（平成18年） | 49,761           | 24,573           | [ * 17 ] |
| 2007年（平成19年） | 49,066           | 24,112           | [ * 18 ] |
| 2008年（平成20年） | 47,742           | 23,488           | [ * 19 ] |
| 2009年（平成21年） | 45,046           | 22,107           | [ * 20 ] |
| 2010年（平成22年） | 43,503           | 21,331           | [ * 21 ] |
| 2011年（平成23年） | 42,022           | 20,657           | [ * 22 ] |
| 2012年（平成24年） | 43,576           | 21,289           | [ * 23 ] |
| 2013年（平成25年） | 47,920           | 23,608           | [ * 24 ] |
| 2014年（平成26年） | 52,460           | 25,833           | [ * 25 ] |
| 2015年（平成27年） | 54,526           | 26,915           | [ * 26 ] |
| 2016年（平成28年） | 56,882           | 28,137           | [ * 27 ] |
| 2017年（平成29年） | 60,685           | 30,123           | [ * 28 ] |
| 2018年（平成30年） | 62,928           | 31,181           | [ * 29 ] |
| 2019年（令和元年） | 63,693           | 31,601           | [ * 30 ] |
| 2020年（令和02年） | 39,982           |                  |          |
| 2021年（令和03年） | 39,627           |                  |          |
| 2022年（令和04年） | 44,951           |                  |          |
| 2023年（令和05年） | 50,698           |                  |          |
| 2024年（令和06年） | 56,104           |                  |          |

## 駅周辺
- 鍛冶橋通り
- 国道15号（中央通り）
- 国立映画アーカイブ
- 中央区京橋区民館
- 京橋通郵便局
- 警察博物館
- アーティゾン美術館
- 相互館110タワー
- 東京ミッドタウン八重洲
  - バスターミナル東京八重洲
- 京橋エドグラン
  - 明治本社
  - 東映本社
- 東京建物京橋ビル
- 東京スクエアガーデン
  - ブリヂストン本社
- ホテル西洋銀座
- 八重洲富士屋ホテル
- アサヒビール本店
- 国際興業本社
- 明治ホールディングス本社（明治京橋ビル）
- オービック本社
- 住友ファーマ東京本社
- 戸田建設本社
- 明治屋本社
- 商工組合中央金庫本店
- 八重洲ブックセンター本店
- 都営地下鉄浅草線 宝町駅
- 東京メトロ有楽町線 銀座一丁目駅
- JR東日本 東京駅

### バス路線
最寄りバス停留所は京橋二丁目となる。以下の路線バスが乗り入れる。
- 日の丸自動車興業
  - メトロリンク日本橋：東京駅八重洲口・地下鉄三越前駅・JR新日本橋循環

この他、東京駅高速バスターミナルは地下鉄駅からのアクセスとしては当駅が最も近い。また将来的には八重洲二丁目中地区の再開発により、バスターミナル東京八重洲と地下通路で接続する予定となっている。

## 隣の駅
東京地下鉄（東京メトロ）
 銀座線
銀座駅 (G 09) - 京橋駅 (G 10) - 日本橋駅 (G 11)